# Gorno Lakocserej
Gorno Lakocserej (macedónul: Горно Лакочереј) település Észak-Macedóniában, a Délnyugati körzet Ohridi járásában.

## Népesség
| Lakosok száma | 389  | 462  | 595  | 663  | 779  | 869  | 582  | 515  | 446  |
|               | 1948 | 1953 | 1961 | 1971 | 1981 | 1991 | 1994 | 2002 | 2021 |

2002-ben 515 lakosa volt, akik közül 514 macedón és 1 albán.